# 伊藤睦美
伊藤 睦美（いとう むつみ）は、日本の脚本家。
2008年に発表したTVアニメ『うちの3姉妹』の脚本でデビュー。
2020年、『へやキャン△』でシリーズ構成を初担当。
東映アニメーション所属時代より田中仁がシリーズ構成・メインライターを務める作品に参加することが多い。

## 参加作品

### テレビ
- うちの3姉妹 (2008年4月 - 2010年3月)
- フレッシュプリキュア! (2009年2月 - 2010年1月、全50話中3話執筆)
- ハートキャッチプリキュア! (2010年2月 - 2011年1月、全49話中9話執筆)
- マリー&ガリー Ver.2.0 (2010年3月 - 2011年3月、全話中話執筆)
- デジモンクロスウォーズ (2010年7月 - 2011年3月、全30話中1話執筆)
- スイートプリキュア♪ (2011年2月 - 2012年1月、全48話中8話執筆)
- ちびまる子ちゃん (2011年12月 - 2012年1月参加、2話執筆)
- 探検ドリランド -1000年の真宝- (2013年4月 - 2014年3月、全51話中2話執筆)
- Go!プリンセスプリキュア (2015年2月 - 2016年1月、全50話中9話執筆)
- 魔法つかいプリキュア! (2016年2月 - 2017年1月、全50話中8話執筆)
- あんハピ♪ (2016年4月 - 6月、全12話中3話執筆)
- キラキラ☆プリキュアアラモード (2017年2月 - 2018年1月、全49話中8話執筆)
- ゆるキャン△ (2018年1月 - 3月、全12話中4話+OVA3話執筆)
- 爆丸バトルプラネット (2019年4月 - 2020年3月、全50回100話中20話執筆)
- 八月のシンデレラナイン (2019年4月 - 7月)
- へやキャン△ (2020年1月 - 3月、全12話執筆)
- ヒーリングっど♥プリキュア (2020年2月 - 2021年2月、全45話中8話執筆)
- 爆丸アーマードアライアンス (2020年4月 - 2021年3月、全52回104話中15回執筆)
- ラブライブ!虹ヶ咲学園スクールアイドル同好会 (2020年10月 - 12月、2022年4月 -  6月、全26話中4話執筆)
- ゆるキャン△ SEASON2 (2021年1月 - 4月、全13話中4話+OVA2話執筆)
- 死神坊ちゃんと黒メイド (2021年7月 - 9月、2023年7月 - 9月、2024年4月 - 、現在5話執筆)
- デリシャスパーティ♡プリキュア (2022年2月 - 2023年1月、全45話中8話執筆)
- ひろがるスカイ!プリキュア (2023年2月 - 2024年1月、全50話中7話執筆)

### 映画
- 映画 ゆるキャン△ (2022年7月1日公開、田中仁と共同執筆)

### 配信
- 美少女戦士セーラームーンCrystal (2014年7月 - 2015年7月、全26話中10話執筆)